# AMX-10RC
AMX-10RC är en fransk pansarvärnskanonbil ursprungligen tillverkad av GIAT Industries och togs i tjänst 1981 av den franska armén. "RC" står för "Roues-Canon", vilket på svenska blir något i stil med "kanon-hjul". Fordonet kan beskrivas som en hjulgående pansarvärnskanonvagn, eller även som en lätt stridsvagn. AMX-10RC är besläktad med amfibiska AMX-10P, vilken den delar vissa komponenter med. Dock är AMX-10P ett bandgående fordon och har en annan roll på slagfältet. AMX-10RC används vanligtvis för spaningsuppdrag i farliga miljöer eller som eldstöd för infanteri. Sedan 2021 har Frankrike gradvis börjat ersätta AMX-10RC med den fransktillverkade EBRC Jaguar.

## Användare
- Kamerun: 6[2]

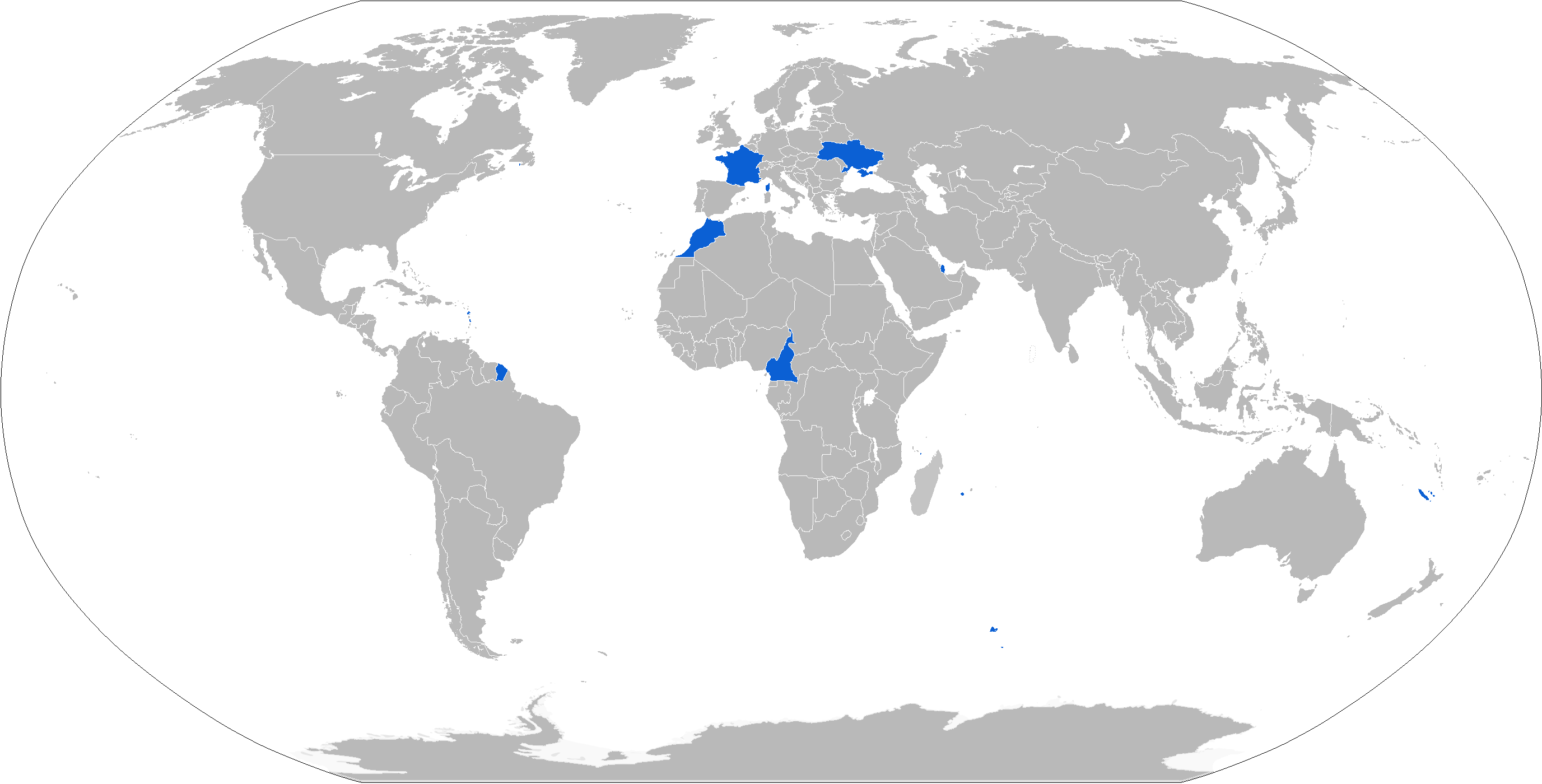
Karta över användare i blått

- Frankrike: 248 utgår successivt, varav ett stort antal donerats till Ukraina.[3]
- Marocko: 198[4]
- Qatar: 12[4]
- Ukraina: Den 4 januari 2023, meddelade Frankrikes president Emmanuel Macron att en del AMX-10RC skulle doneras till Ukraina som en hjälp mot den ryska invasionen av Ukraina. De börjar levereras i slutet av februari 2023. Inget antal har uppgetts då franske försvarsministern inte vill ge Ryssland "strategisk information".[5]

## Operationell historia
Den franska armén har sedan AMX-10 RC introducerades utplacerat på ett flertal operationsplatser, inklusive Kuwaitkriget, Afghanistankriget, i Mali, Kosovo Force i Kosovo och i Elfenbenskusten.
Under det rysk-ukrainska kriget användes AMX-10 RC av den ukrainska armén i dess motoffensiv 2023. I januari 2023 utlovade Frankrike en donation av ett antal vagnar, varav de kom i ukrainsk tjänst fyra månader senare. Pansarvärnskanonbilen anses bra som eldunderstöd, men på grund av dess lätta pansar anses den mindre lämplig frontlinjeattacker. Det då splitter från artillerigranater som exploderar i dess närhet har trängt igenom pansaret, vilket fått den lagrade ammunitionen att explodera och helt slå ut vagnen. Franska militära experter har tidigare varnat att AMX-10 RC var användbar som lätt insatsstyrka eller för att utnyttja luckor i frontlinjen, men att den inte är designad för att klara av moderna pansarvärnsvapen. De ukrainska besättningar genomgick en månads utbildning i Frankrike för att lära sig att manövrera fordonet, men detta räckte inte för att helt bemästra det. Fordonen har också problem med sina växellådor på grund av att de används på hårda vägar.